# Włókna (Opole)
Włókna is een dorp in de Poolse woiwodschap Opole. De plaats maakt deel uit van de gemeente Prudnik.

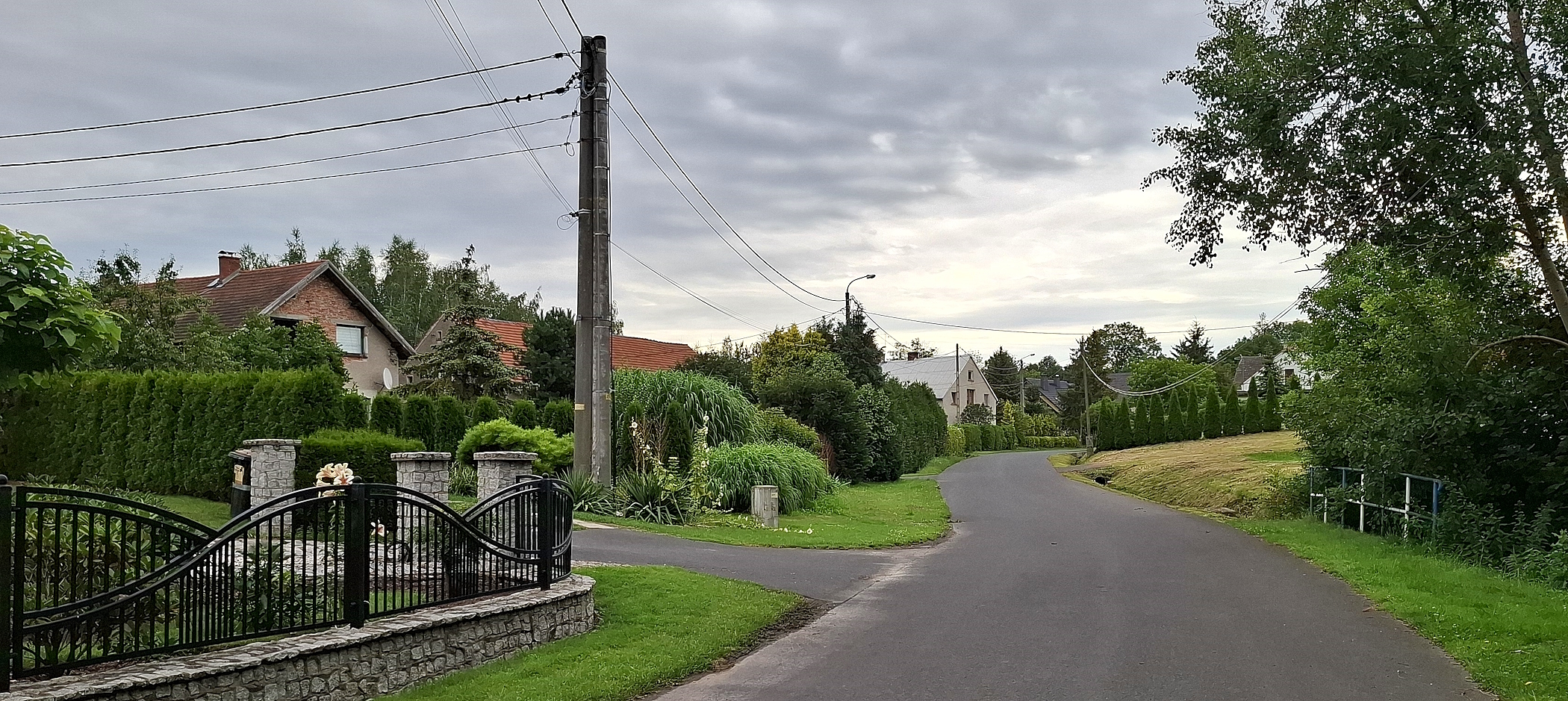